# Athletic Club Nagano Parceiro
AC Nagano Parceiro (AC長野パルセイロ AC Nagano Paruseiro?) es un equipo profesional de fútbol de Nagano, Japón, fundado en 1990 como Nagano Elsa S.C., pertenece a la J. League desde el año 2014 (con licencia J2) y actualmente participa en la J3 League. El nombre del club "Parceiro" significa "Socio" en el idioma portugués.

## Historia

### Primeros años (1990-2006)
Los orígenes del equipo se remontan a 1990, cuando un grupo de estudiantes de preparatoria recién egresados fundan el club "Nagano Elsa S.C." Los colores del club (Naranjo y Azul) representan a la Prefectura de Nagano, y el logo del equipo usa la imagen de un león llamado "Elsa". 

### Nagano Parceiro (2007-actualidad)
En 2007 el club fue renombrado a AC Nagano Parceiro debido a que el nombre "Elsa" estaba como marca registrada.

## Estadio
El club juega en el Minami Nagano Sports Park Stadium, estadio que fue demolido y vuelto a construir finalizando sus obras en mayo de 2015 con el fin de cumplir con los requerimientos que impone la J.League.

## Jugadores

### Jugadores en préstamo
| Prestados |         |     |                |         |                  |
| 15        | Japan ! | DEF | Ryo Nishiguchi | 34 años | MIO Biwako Shiga |

### Jugadores destacados
La siguiente lista recoge algunos de los futbolistas más destacados de la entidad.
| Japón - Masahide Hiraoka (2004-2016) - Masahiro Momitani (2007-2012) - Nobuhiro Sadatomi (2007-2008) - Kenichi Nozawa (2009-2014) - Naoki Hatada (2013-2014) - Minato Yoshida (2015-2015) - Masaya Nozaki (2017) |

## Entrenadores
| Nombre         | Nac.             | Período |            |                  |      |
| -------------- | ---------------- | ------- | ---------- | ---------------- | ---- |
| Nombre         | Nac.             | Período | Yudai Suwa | Bandera de Japón | 2010 |
| Fumitake Miura | Bandera de Japón | 2015    |            |                  |      |
| Hajime Eto     | Bandera de Japón | 2015    |            |                  |      |

## Rivalidades
Derbi de Shinshu
Este es el derbi que disputan los equipos pertenecientes a la antigua provincia de Shinano o Shinshu que actualmente corresponte a la prefectura de Nagano, enfrentando a los clubes más importantes de la prefectura, el Matsumoto Yamaga y el Nagano Parceiro.

## Palmarés
- Japan Football League (JFL) (1): 2013
- Copa Nacional Amateur Japonesa (1): 2008
- Liga Regional de Hokushinetsu (4): 2002, 2005, 2008, 2010